# ギャラクシードリーム
ギャラクシードリーム (GALAXY DREAM) は、1999年にセガから発売されたメダルゲーム機である。
正式名称は『ギャラクシードリーム -ウエスタンドリーム2-』で、『ウエスタンドリーム』の後継機にあたる。
本稿では、『銀河鉄道999』をモチーフとしたバージョンアップ版の銀河鉄道999 ギャラクシーエキスプレスについても併せて扱う。

## 概要
6ステーション・最大12人同時プレーが可能な中型プッシャーゲーム。ウエスタンドリームの続編である。筐体開発はセガメカトロ研究開発部。
筐体上部中央には、前作同様にメダルを積んだ列車が走っており、ボーナス時にはこの列車からメダルが払い出される。今作ではメダル車両が6両編成になり、より多くのメダルを獲得できるようになった。
通常BGMのひとつに劇場版『銀河鉄道999』のテーマ曲が使用されている（オペレーター側で3種類より任意に設定可能。他のBGMは版権モノではないギャラクシードリーム専用の曲）。

この選曲がきっかけとなり銀河鉄道999 ギャラクシーエキスプレスの開発に繋がる。

## 遊び方
待機状態のステーションは、筐体上段のプッシャーが停止しており、投入口からメダルを投入することで動き出す。
基本的な遊び方としては、通常のプッシャーゲームと同様に、フィールド上のメダルをプッシャーを用いて落とす。落としたメダルは、筐体下段にあるWINボックスに入ることで、プレイヤーの獲得メダルとなる（そのまま下に落ちてしまったメダルは、マシンの勝ち分となる。一般的なプッシャーゲームでいう横穴の役割を果たしている）。手元のWINボタンを押すことで、ボックス内のメダルを払い出すことができる。

### ルーレット
メダルが下段のスタートチャッカーに入ると、ルーレットが回転し、出た目によってすごろくが進む。ルーレットは最大4回転まで保留可能。メダルがプッシャーフィールドの落下部分に2箇所存在する「チャンスチェッカー」の入ることで、フリッパーが動き、メダルがスタートチャッカーに入りやすくなる。
- REST - はずれ。
- 1STEP、2STEP、3STEP - 出た目の数だけすごろくが進む。
- GO ROUND - すごろくを1周する。ジャックポット獲得直後のルーレット抽選ではこの目が出る確率が上昇し、ジャックポットの連チャンが期待できる。

※ジャックポット後に不思議な音がまれに聞こえた場合はRESTかGO ROUNDのどちらかで必ず止まる。

### すごろく
- GO - スタート地点。このマスに停止・通過することで、インジゲータ（後述）が1つ上昇する。
- LEFT TRAY、RIGHT TRAY - 筐体下段にある左右のメダルトレーが動く(1ステップ増加)。3ステップでトレーのメダルがWINボックスに払い出される。
- EXTRA 3 STEP - 3マス進む（GOのマスに進む。この時JPマスも通過する）。
- JP - ジャックポット。列車から1～6両メダルが払い出される。何両分メダルが払い出されるかはランダムである（列車1両につき50枚、最大300枚）。終了後はインジゲータが「青」に戻る。

### インジゲータ
筐体下段奥に、赤・黄・青の3色のネオン管で構成されたインジゲータがあり、上昇するほどジャックポットで多くのメダルの獲得が期待できる。
すごろくで「GO」のマスに通過あるいは停止するか、WINボックスの側面にある赤いラインの部分までメダルを貯めることで、インジゲータが1つ上昇する。
インジゲータの上昇順は「赤青（JP後に行われる最初のすごろく１回転のみ）」「青」「黄」「赤」「黄青」「赤黄」「赤黄青」の順。それ以上の上昇は、ランプの点滅間隔が速くなることで示される。

## クレイジーチャンス
ゲーム中に激しい爆発音が鳴り、筐体の照明が激しく明滅すると、全ステーション共通イベント クレイジーチャンスに突入する。このモード中は、列車から6両全てを払い出すまで、プレー中のステーションにランダムにメダルが払い出される（同じステーションに複数回払い出される場合もあり）。
基本的にクレイジーチャンスの発生前は、予告としてBGMが変化し、メダルの投入音も爆発音に変化する。ただし確定予告ではなく、そのまま通常のBGMに戻ってしまうことが多い。
予告がなく、通常BGMから突然爆発音と共にクレイジーチャンスが発生することもある。この時はプレー中のステーションのうち、1つのステーションのみに6両全てのメダルが払い出される。
このチャンスには最初に予告BGMが鳴り始めたステーション（テッテテーという音が聞こえたステーション）が最初に払い出しされ、予告なく突然発生した場合は６両全てが１つのステーションに払出される事が多い。

## 銀河鉄道999 ギャラクシーエキスプレス

### 概要
2001年01月04日にセガから発売。『ギャラクシードリーム』（以下、GD）のバーションアップ版で松本零士の漫画・アニメ『銀河鉄道999』をモチーフとしており、基本的な遊び方はGDと同じ。6ステーション・最大12人同時プレーが可能な中型プッシャーゲーム。筐体はGDと同様のものを利用しており、筐体中央には999号がメダルを乗せて周回する。
本作の新フィーチャーとして、ギャラクシーチャンスがある。ルーレットで「GALAXY CHANCE」（GDの「GO ROUND」に当たる位置にある）に止まるか、インジゲータが3色全て点灯している状態でJPマスに止まった時点でギャラクシーチャンスに突入する。チャンス中は、ルーレットが「REST」に停止しなくなる上、次のすごろくの周回は必ずJPマスに止まる（JPマスを通過する出目でもJPマスに止まる）。ジャックポット時の払い出しが2両以下の場合は、ギャラクシーチャンスが継続（連チャン）する。3両以上払い出された時点で、ギャラクシーチャンスは終了する。

### 音楽・その他
本作の使用音楽は通常BGMには劇場版『銀河鉄道999』以外にテレビアニメ版『銀河鉄道999』も収録されている。
BGMが突然、サクラ大戦シリーズの曲に変化すると、全ステーション共通イベント ジャックポットレースに突入する。このイベント中はJPマスに停止するだけではなく、JPマスを通過する出目でもジャックポットとなる。BGMが『サクラ大戦』のオープニング曲「檄！帝国華撃団」の場合は、いずれかのステーションがJPマスに到達した時点でイベントは終了する。『サクラ大戦3 〜巴里は燃えているか〜』オープニング曲「御旗のもとに」の場合は、３回ＪＰマスに到達するまで続き、残り１回になるとＢＧＭが「檄！帝国華撃団」になる。